# Люди 1941 года
«Люди 1941 года» — документальный фильм, снятый Марленом Хуциевым в 2001 году по собственному сценарию (с участием Игоря Хуциева).
На премьерном показе, состоявшемся в Доме кино, режиссёр сказал, что его картина — это стремление понять, какими были люди предвоенного поколения.

## Содержание
Глядя на выпускников-2001, режиссёр (голос которого в течение всей картины звучит за кадром) вспоминает молодых людей сорок первого года. Лента представляет собой чередование архивных кинодокументов с фрагментами довоенных фильмов. Июнь 1941-го — это студенческие сессии, парады физкультурников, теоретические занятия в стенах военно-морского училища, отдых москвичей в парках и на лодочных станциях, утренний подъём пионеров в «Артеке», поезда, увозящие пассажиров в отпуск. В кинотеатрах зрители смотрят «Чапаева» и «Детей капитана Гранта».
Лето, по признанию режиссёра, было столь щедрое, что в этой яркости и спелости поневоле угадывалась «отцов и прадедов примета» о грядущей неизбежности большой беды.

## Рецензии
По словам киноведа Елены Стишовой, послание режиссёра, адресованное новым поколениям, осуществлялось «на стыке планов», при монтаже документальных кадров с современными «игровыми досъёмками». Этот метод нечасто используется в современном кинематографе; в его основе — подспудный «полемический подтекст»:
Духовная красота людей, добровольно и бескорыстно положивших свои жизни на алтарь отечества, неразгаданная тайна, которую они унесли с собой, потрясает его ещё глубже, ещё сильнее, чем это было в молодые годы.
И Стишова, и кинокритик Анри Вартанов отмечают, что в «Людях 1941 года» присутствует авторская перекличка с другими работами режиссёра — фильмами «Застава Ильича», «Июльский дождь», «Был месяц май»; Хуциев, с одной стороны, сохраняет тему преемственности поколений, заявленную много лет назад, с другой — дополняет её теми переживаниями, которые оставались невысказанными в прежних лентах.

## Создатели фильма
- Марлен Хуциев — постановщик
- Марлен Хуциев, Игорь Хуциев — авторы сценария
- Владимир Тумаев, Лидия Тумаева, Игорь Хуциев — режиссёры
- Дмитрий Федоровский, Владимир Климов — операторы
- Александр Голышев, Михаил Мирзаалиев, Пётр Жердев — монтажёры
- Василий Голубов — звукорежиссёр
- Роман Дихтяр, Данияр Гайнулин — продюсеры